# Щеберино
Щеберино — деревня в Удомельском городском округе Тверской области.

## География
Деревня находится в северной части Тверской области на расстоянии приблизительно 9 км на север по прямой от железнодорожного вокзала города Удомля на западном берегу озера Удомля.

## История
Деревня была известна с 1783 года. В 1859 году была владением помещиков Аракчеевых. Здесь было учтено дворов (хозяйств) 12 (1859 год), 27 (1886),30 (1911), 35 (1958), 25 (1986), 21 (2000). В советский период истории здесь действовали колхозы им. Молотова, им. Калинина и «Знамя Труда». До 2015 года входила в состав Порожкинского сельского поселения до упразднения последнего. С 2015 года в составе Удомельского городского округа.

## Население
Численность населения: 102 человека (1859 год), 7 (1886), 9 (1911), 26 (1958), 19 (1986), 10 (2000), 26 (русские 88 %) в 2002 году, 16 в 2010.